# جائزة تونس العالمية في حفظ القرآن الكريم وتفسيره وتجويده
جائزة تونس العالمية في حفظ القرآن الكريم وتفسيره وتجويده هي جائزة سنوية تنظمها منذ 2002 وزارة الشؤون الدينية في تونس وتهتم بحفظ القرآن الكريم وتفسيره وترتيله.

## الدورات
| الدورة                                                     | التاريخ                                    | جائزة حفظ القرآن الكريم وتفسيره | جائزة تجويد القرآن الكريم | المكان                                    |
| ---------------------------------------------------------- | ------------------------------------------ | --- | --- | ----------------------------------------- |
| الدورة الأولى                                              |                                            | - عثمان سلمان عبد المجيد سلمان ( مصر) - عبد الصمد حمدان ( المغرب) - أنور بن عمر هوساوى ( السعودية) - فتحي السعيداني ( تونس) - شمس الدين السالمي ( تونس) - سيد مهدى تاج زاده قهي ( إيران)                                                                        | - عثمان سلمان عبد المجيد سلمان ( مصر) - عبد الصمد حمدان ( المغرب) - أنور بن عمر هوساوى ( السعودية) - فتحي السعيداني ( تونس) - شمس الدين السالمي ( تونس) - سيد مهدى تاج زاده قهي ( إيران)                             | جامع الزيتونة المعمور                     |
| الحادية عشر                                                | 1 - 5 سبتمبر 2012                          | - الفائز الأول: محمد الأطرش ( المغرب) - الفائز الثاني: محمد أحمد صالح حويج ( ليبيا) - الفائز الثالث: خالد جاسم ( الكويت) - الفائز الرابع: عبد الله أحمد أبو شريدة ( قطر) - الفائز الخامس: ععمار أحمد الأوصادي ( اليمن)                                          | - الفائز الأول: حسن دانش ( إيران) - الفائز الثاني: محمد جمال العمري ( مصر) - الفائز الثالث: يوسف عبد الخالق الأغبري ( اليمن) - الفائز الرابع: حامد الطيب الأسمر ( ليبيا) - الفائز الخامس: عبد الله الزهاني ( المغرب) | القصر الرئاسي بقرطاج                      |
| الثانية عشر (دورة الشيخ محمد بن يالوشة)                    | 24 - 29 أغسطس 2013                         | | | وزارة حقوق الإنسان والعدالة الانتقالية    |
| الثالثة عشر (دورة العلامة أبو العباس أحمد بن عمار المهدوي) | 3 - 8 مايو 2014                            | - الفائز الأول: عمر يوسف الشعلان ( الكويت) | | وزارة الشؤون الدينية القصر الرئاسي بقرطاج |
| الرابعة عشر (دورة العلامة مكي بن أبي طالب القيرواني)       | 2 - 7 مايو 2015                            | - الفائز الأول: يحى بن عادل بن علي أبو الحسن ( تونس) - الفائز الثاني: أنور بن محمد بن علي بن سلامة ( تونس) - الفائز الثالث: عبد الرحمان أحمد عبد الله الشويع ( الكويت) - الفائز الرابع: محمد علي يحى اسلامي ( إيران) - الفائز الخامس: أحمد علي أحمد طه ( لبنان) | - الفائز الأول: علي بن صالحة ( تونس) - الفائز الثاني: أحمد محمد أحمد الخالدي ( المغرب) - الفائز الثالث: محمد منصور صاغير ( تركيا) - الفائز الرابع: محمد أحمد زاهد ( لبنان) - الفائز الخامس: رضا كريم كلشاهي ( إيران) | جامع الزيتونة المعمور                     |
| الخامسة عشر (دورة العلامة محمد بن سفيان الهواري القيرواني) | 20 - 24 رجب 1438 17 - 21 أبريل 2017        | - الفائز الأول: رشيد العلاني ( تونس) - الفائز الثاني: إبراهيم البنداق ( المغرب) - الفائز الثالث: يونس مصطفى القليب ( ليبيا) | - الفائز الأول: محمد أحمد فتح الله سليم ( مصر) - الفائز الثاني: سيد محمد كرماني ( إيران) - الفائز الثالث: حسن توك ( تركيا)                                                                                           | جامع الزيتونة المعمور                     |
| السادسة عشر (دورة الإمام بن عرفة الورغمي)                  | 8 - 13 ديسمبر 2018                         | - الفائز الأول: محمد بن عبد القادر معرف ( تونس) - الفائز الثاني: إبراهيم يوسف آدم صالح ( السودان) - الفائز الثالث: محمد المصطفى المجتبى ( موريتانيا) | - الفائز الأول: عبد الجليل بووسكي ( المغرب) - الفائز الثاني: علي لطفي تورهان ( تركيا) - الفائز الثالث: محمد حسان موحدي ( إيران)                                                                                      | جامع مالك بن أنس جامع الزيتونة المعمور    |
| السابعة عشر (دورة الإمام الحسن بن خلف بن بلّيمة القيرواني)  | 9 - 15 ربيع الثاني 1441 7 - 13 ديسمبر 2019 | - الفائز الأول: عبد القادر معمر مفتاح كندي ( ليبيا) - الفائز الثاني: هيثم نور اليقين بلمهدي ( الجزائر) - الفائز الثالث: عبد الرحمان بالبيد ( السعودية) | - الفائز الأول: محمد سعيد بن سديرة ( الجزائر) - الفائز الثاني: حسين أحمد بوركوير ( إيران) - الفائز الثالث: محمد سعيد سزر ( تركيا)                                                                                    | جامع الزيتونة المعمور                     |

## مقالات ذات صلة
- جوائز محمد السادس للقرآن الكريم
- مسابقة الملك عبد العزيز الدولية لحفظ القرآن الكريم
- جائزة دبي الدولية للقرآن الكريم
- مسابقة السلطان قابوس للقرآن الكريم